# Helen Hayes
Helen Hayes Brown (10.10.1900 – 17.3.1993) là nữ diễn viên người Mỹ có sự nghiệp kéo dài tới gần 80 năm. Bà từng được mệnh danh là "Đệ nhất phu nhân của Kịch nghệ Hoa Kỳ" và là một trong số 12 diễn viên đã đoạt 4 giải quan trọng là Giải Oscar, Giải Emmy, Giải Grammy và Giải Tony. Bà cũng được tổng thống Ronald Reagan trao tặng Huân chương Tự do Tổng thống - một huy chương cao quý nhất dành cho một thường dân (civilian) - trong năm 1986. Năm 1988, bà được trao Huy chương quốc gia về Nghệ thuật (National Medal of Arts). Tên bà được đặt cho Giải Helen Hayes, một giải thưởng hàng năm dành cho những diễn viên kịch nghệ chuyên nghiệp xuất sắc ở vùng Washington, D.C. từ năm 1984. Năm 1955 tên của "Nhà hát Fulton" trên đường 46 thành phố New York thuộc khu Broadway được đặt lại là "Nhà hát Helen Hayes" theo tên bà. Khi nhà hát này bị phá bỏ 1982, thì "Little Theatre" gần bên đã được đặt lại theo tên bà.

## Thời niên thiếu
Helen Hayes sinh tại Washington D.C. ngày 10.10.1900. Mẹ của Hayes - Catherine Estelle (nhũ danh Hayes), hoặc Essie – là một nữ diễn viên có triển vọng, làm việc trong các công ty du lịch , còn cha là Francis van Arnum Brown, làm một số công việc khác nhau, trong đó có chân thư ký tại Cơ quan môn bài Washington, người quản lý và làm nhân viên bán hàng cho một cửa hàng bán buôn thịt. Ông bà ngoại của Hayes là người Công giáo Ireland nhập cư vào Hoa Kỳ trong thời kỳ Ireland bị "Nạn đói lớn" (1845-1852).
Hayes học ở Trường Thánh Tâm ở Washington và tốt nghiệp năm 1917.

## Sự nghiệp

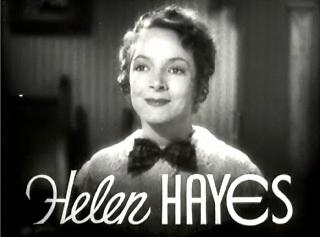
Hayes trong phim What Every Woman Knows (1934)

Hayes bắt đầu sự nghiệp kịch nghệ từ khi mới 5 tuổi khi làm ca sĩ ở Nhà hát Belasco của Washington D.C.(trên quảng trường Lafayette, đối diện với Nhà Trắng) Khi 10 tuổi, bà đã làm một phim ngắn tên là Jean and the Calico Doll.
Phim nói đầu tiên của Hayes là phim The Sin of Madelon Claudet và bà đã đoạt Giải Oscar cho nữ diễn viên chính xuất sắc nhất. Sau đó Hayes diễn xuất trong các phim Arrowsmith (cùng với Myrna Loy), A Farewell to Arms (cùng với Gary Cooper), The White Sister (đóng cặp với Clark Gable), What Every Woman Knows và Vanessa: Her Love Story.
Năm 1935 Hayes trở lại Sân khấu Broadway trong 3 năm, thủ vai chính trong vở Victoria Regina của Gilbert Miller cùng với Vincent Price (vai hoàng tử Albert), ban đầu diễn ở Nhà hát Broadhurst rồi sau đó ở Nhà hát Martin Beck.
Năm 1953, Hayes là người đầu tiên đoạt Giải thưởng Sarah Siddons về các vai diễn ở Nhà hát Chicago, đến năm 1969 bà lại đoạt giải này một lần nữa.
Hayes trở lại Hollywood trong thập niên 1950, tham gia các phim My Son John (1952) và phim Anastasia (1956). Việc diễn xuất của bà ở phim Anastasia được coi là sự trở lại với điện ảnh—Bà đã ngưng đóng phim nhiều năm do cái chết của cô con gái Mary, và sức khỏe sa sút của ông chồng bà.
Năm 1970 bà đoạt Giải Oscar cho nữ diễn viên phụ xuất sắc nhất cho vai diễn người hành khách lậu vé trong phim Airport (1970), một phim về thảm họa. Sau đó bà đóng nhiều vai khác nhau trong các phim của Công ty Walt Disney như Herbie Rides Again, One of Our Dinosaurs is Missing và Candleshoe.
Năm 1955 Nhà hát Fulton được đặt theo tên bà. Tuy nhiên, vì lợi ích kinh doanh, trong thập niên 1980 người ta muốn phá nhà hát này cùng 4 nhà hát khác để xây một khách sạn lớn với Nhà hát Marquis. Để thực hiện ý muốn phá nhà hát này cùng 3 nhà hát khác, cũng như khách sạn Astor, gìới kinh doanh đã được sự đồng ý của Hayes trong việc phá nhà hát mang tên bà, tuy bà không làm chủ nhà hát này. Phần đất của nhà hát Helen Hayes ở Broadway đã được sử dụng để xây Trung tâm Shakespeare ở Khu đất cao phía tây của Manhattan. Trung tâm này được hiến tặng cho Hayes và Joseph Papp năm 1982. Năm 1983 Little Theater ở phía tây đường phố 45 được đặt tên lại là Nhà hát Helen Hayes để vinh danh bà, cũng như nhà hát ở Nyack, từ đó được đặt tên lại là Riverspace-Arts Center.
Không biết rõ từ lúc nào và ai đã gọi Hayes là "Đệ nhất phu nhân của sân khấu" (First Lady of the Theatre). Người bạn của bà, nữ diễn viên Katharine Cornell cũng mang danh hiệu này, và người ta cho rằng cả hai người đều xứng đáng với danh hiệu đó Một nhà phê bình đã nói rằng Cornell đóng vai mỗi nữ hoàng như thể bà là một phụ nữ, còn Hayes đóng vai mỗi phụ nữ như thể bà là một nữ hoàng.
Năm 1982, cùng với bà bạn Đệ nhất phu nhân Bird Johnson, Hayes đã lập ra Trung tâm nghiên cứu Hoa dại quốc gia (National Wildflower Research Center), nay là Lady Bird Johnson Wildflower Center ở Austin, Texas. Trung tâm này bảo vệ và bảo tồn thực vật bản địa của Bắc Mỹ và cảnh quan thiên nhiên.
Giải Helen Hayes cho sân khấu ở khu vực Washington D.C. được đặt theo tên bà. Bà có một ngôi sao trên Đại lộ Danh vọng Hollywood ở 6220 Đại lộ Hollywood. Helen Hayes cũng là một thành viên của American Theatre Hall of Fame (Phòng danh vọng Sân khấu Mỹ).

## Đời tư
Hayes là tín đồ Công giáo, là đảng viên Đảng Cộng hòa (Hoa Kỳ) và từng tham dự nhiều Đại hội đảng Cộng hòa Mỹ (trong đó có một kỳ tổ chức ở New Orleans năm 1988), nhưng bà không có thiên hướng chính trị như những nghệ sĩ khác (như Adolphe Menjou, Ginger Rogers, John Wayne, Ronald Reagan vv…) trong cộng đồng Hollywood thời đó.
Hayes đã viết 3 quyển hồi ký: A Gift of Joy, On Reflection và My Life in Three Acts. Một số đề tài trong các hồi ký này là sự trở lại đạo Công giáo (bà đã bị Giáo hội khước từ sự thông công khi kết hôn với MacArthur, một tín đồ Tin Lành đã ly dị vợ); và về cái chết vì bệnh bại liệt của người con gái duy nhất của bà là Mary - một nữ diễn viên có triển vọng - ở tuổi 19. Người con nuôi của Hayes -James MacArthur – cũng theo nghề diễn viên, đã diễn xuất trong phim Hawaii Five-O trên truyền hình. (bản thân Hayes cũng là diễn viên khách trong tập Hawaii Five-0 năm 1975, đóng vai người cô/dì của nhân vật MacArthur).
Hayes đã phải vào bệnh viện nhiều lần do bị suyễn, bệnh càng trầm trọng hơn do nhiễm bụi ở sân khấu, buộc bà phải rút lui khỏi sân khấu vào năm 1971, ở tuổi 71.
Lần trình diễn cuối cùng của bà trên sân khấu Broadway là trong năm 1970 trong vở Harvey, đóng cặp với James Stewart. Những năm cuối đời bà đã dành thời giờ để viết hồi ký và gom góp tiền cho các tổ chức đấu tranh chống bệnh hen suyễn.

## Từ trần
Hayes qua đời ngày 17.3.1993 – ngày lễ kính thánh Patrick - ở Nyack, New York do bị suy tim. Bà được an táng tại Nghĩa trang Oak Hill, Nyack, New York.

## Các đóng góp trong sự nghiệp

### Kịch và Giải thưởng
| Năm  | Kịch                                                                               | Vai diễn | Ghi chú                                                                |
| ---- | ---------------------------------------------------------------------------------- | --- | ---------------------------------------------------------------------- |
| 1905 | Miss Hawke's May Ball                                                              | Irish Dancer |                                                                        |
| 1905 | A Midsummer Night's Dream                                                          | Peaseblossom |                                                                        |
| 1908 | Babe in the Woods                                                                  | Boy babe |                                                                        |
| 1909 | Jack the Giant Killer                                                              | Gibson Girl, Nell Brinkley, Girl impersonators |                                                                        |
| 1909 | A Royal Family                                                                     | Prince Charles Ferdinand |                                                                        |
| 1909 | Children's Dancing Kermess                                                         | Impersonation of "The Nell Brinkley Girl" |                                                                        |
| 1909 | The Prince Chap                                                                    | Claudia, Age 5 |                                                                        |
| 1909 | A Poor Relation                                                                    | Patch |                                                                        |
| 1910 | Old Dutch                                                                          | Little Mime |                                                                        |
| 1910 | The Summer Widowers                                                                | Pacyche Finnegan, Pinkie's playmate |                                                                        |
| 1911 | The Barrier                                                                        | Molly, an Alaskan Child |                                                                        |
| 1911 | Little Lord Fauntleroy                                                             | Cedric Errol |                                                                        |
| 1911 | The Never Homes                                                                    | Fannie Hicks, Another Near Orphan |                                                                        |
| 1911 | The Seven Sisters                                                                  | Klara, the Youngest Daughter |                                                                        |
| 1911 | Mary Jane's Pa                                                                     | |                                                                        |
| 1912 | The June Bride                                                                     | The Holder's Child |                                                                        |
| 1913 | Flood Victim's Benefit                                                             | |                                                                        |
| 1913 | The Girl with Green Eyes                                                           | Susie, the Flower Girl |                                                                        |
| 1913 | His House in Order                                                                 | Derek Jesson, his son |                                                                        |
| 1913 | A Royal Family                                                                     | Prince Charles Ferdinand |                                                                        |
| 1913 | The Prince Chap                                                                    | |                                                                        |
| 1913 | The Prince and the Pauper                                                          | Tom Canty and Edward, Prince of Wales |                                                                        |
| 1914 | The Prodigal Husband                                                               | Young Simone |                                                                        |
| 1916 | The Dummy                                                                          | Beryl Meredith, the Kidnapper's Hostage |                                                                        |
| 1916 | On Trial                                                                           | His Daughter, Doris Strickland |                                                                        |
| 1917 | It Pays to Advertise                                                               | Marie, Maid at the Martins |                                                                        |
| 1917 | Romance                                                                            | Suzette |                                                                        |
| 1917 | Just a Woman                                                                       | Hired girl |                                                                        |
| 1917 | Mile-a-Minute Kendall                                                              | Beth |                                                                        |
| 1917 | Rich Man, Poor Man                                                                 | Linda Hurst |                                                                        |
| 1917 | Alma, Where Do You Live?                                                           | Germain |                                                                        |
| 1917 | Mrs. Wiggs of the Cabbage Patch                                                    | Asia |                                                                        |
| 1917 | Within the Law                                                                     | |                                                                        |
| 1917 | Pollyanna                                                                          | Pollyanna Whittier, The Glad Girl |                                                                        |
| 1918 | Penrod                                                                             | |                                                                        |
| 1918 | Dear Brutus                                                                        | Margaret, his daughter |                                                                        |
| 1919 | On the Hiring Line                                                                 | Dorothy Fessenden, his daughter |                                                                        |
| 1919 | Clarence                                                                           | Cora Wheeler |                                                                        |
| 1919 | The Golden Age                                                                     | |                                                                        |
| 1920 | Bab                                                                                | Bab |                                                                        |
| 1921 | The Wren                                                                           | Seeby Olds |                                                                        |
| 1921 | The Golden Days                                                                    | Mary Ann |                                                                        |
| 1922 | To the Ladies                                                                      | Elsie Beebe |                                                                        |
| 1922 | No Siree!: An Anonymous Entertainment by the Vicious Circus of the Hotel Algonquin | |                                                                        |
| 1923 | Loney Lee                                                                          | Loney Lee |                                                                        |
| 1924 | We Moderns                                                                         | Mary Sundale, their Daughter |                                                                        |
| 1924 | The Dragon                                                                         | |                                                                        |
| 1924 | She Stoops to Conquer                                                              | Constance Neville |                                                                        |
| 1924 | Dancing Mothers                                                                    | Catherine (Kittens) Westcourt |                                                                        |
| 1924 | Quarantine                                                                         | Dinah Partlett |                                                                        |
| 1925 | Caesar and Cleopatra                                                               | Cleopatra |                                                                        |
| 1925 | The Last of Mrs. Cheyney                                                           | Maria |                                                                        |
| 1925 | Young Blood                                                                        | Georgia Bissell |                                                                        |
| 1926 | What Every Woman Knows                                                             | Maggie Wylie |                                                                        |
| 1927 | Coquette                                                                           | Norma Besant |                                                                        |
| 1928 | Coquette                                                                           | Norma Besant | phiên bản London                                                       |
| 1930 | Mr. Gilhooley                                                                      | A girl |                                                                        |
| 1930 | Petticoat Influence                                                                | Peggy Chalfont |                                                                        |
| 1931 | The Good Fairy                                                                     | Lu |                                                                        |
| 1933 | Mary of Scotland                                                                   | Mary Stuart |                                                                        |
| 1935 | Caesar and Cleopatra                                                               | Cleopatra |                                                                        |
| 1935 | Victoria Regina                                                                    | Victoria |                                                                        |
| 1936 | Victoria Regina                                                                    | Victoria | Revival                                                                |
| 1938 | The Merchant of Venice                                                             | Portia |                                                                        |
| 1938 | Victoria Regina                                                                    | Victoria | Revival                                                                |
| 1939 | Ladies and Gentlemen                                                               | Miss Terry Scott |                                                                        |
| 1940 | Twelfth Night                                                                      | Viola |                                                                        |
| 1941 | Candle in the Wind                                                                 | Madeline Guest |                                                                        |
| 1943 | Harriet                                                                            | Harriet Beecher Stowe |                                                                        |
| 1944 | Harriet                                                                            | Harriet Beecher Stowe | Revival                                                                |
| 1947 | Alice-Sit-By-The-Fire                                                              | Mrs. Alice Grey |                                                                        |
| 1947 | Happy Birthday                                                                     | Addie | Tony Award for Best Performance by a Leading Actress in a Play         |
| 1948 | The Glass Menagerie                                                                | Amanda Wingfield |                                                                        |
| 1949 | Good Housekeeping                                                                  | |                                                                        |
| 1950 | The Wisteria Trees                                                                 | Lucy Andree Ransdell |                                                                        |
| 1952 | Mrs. McThing                                                                       | Mrs. Howard V. Larue III |                                                                        |
| 1955 | Gentleman, The Queens                                                              | Catherine, Lady Macbeth, Mary and Queen Victoria |                                                                        |
| 1955 | The Skin of Our Teeth                                                              | Mrs. Antrobus |                                                                        |
| 1956 | Lovers, Villains and Fools                                                         | Narrator, Puck and the Chorus from Henry V |                                                                        |
| 1956 | The Glass Menagerie                                                                | The Mother |                                                                        |
| 1958 | Time Remembered                                                                    | The Duchess of Pont-Au-Bronc | Tony Award for Best Performance by a Leading Actress in a Play         |
| 1958 | A Adventure                                                                        | Lulu Specer |                                                                        |
| 1958 | Mid-Summer                                                                         | Rose, the Maid |                                                                        |
| 1958 | A Touch of the Poet                                                                | Nora Melody |                                                                        |
| 1960 | The Cherry Orchard                                                                 | Lyuboff Ranevskaya |                                                                        |
| 1960 | The Chalk Garden                                                                   | Mrs. Maugham |                                                                        |
| 1962 | Shakespeare Revisited: A Program for Two Players                                   | |                                                                        |
| 1964 | Good Morning Miss Dove                                                             | Miss Lucerna Dove |                                                                        |
| 1964 | The White House                                                                    | Abigail Adams, Dolley Madison, Edith Wilson, Julia Grant, Leonora Clayton, Mary Todd Lincoln, Mrs. Benjamin Harrison, Mrs. Franklin Pierce, Mrs. Grover Cleveland, Mrs. James G. Blaine, Mrs. Theodore Roosevelt, Rachel Jackson |                                                                        |
| 1965 | Helen Hayes' Tour of the Far East                                                  | |                                                                        |
| 1966 | The Circle                                                                         | |                                                                        |
| 1966 | The School for Scandal                                                             | Mrs. Candour |                                                                        |
| 1966 | Right You Are If You Think You Are                                                 | Signora Frola |                                                                        |
| 1966 | We Comrades Three                                                                  | Mother |                                                                        |
| 1966 | You Can't Take It With You                                                         | Olga |                                                                        |
| 1967 | The Show-Off                                                                       | Mrs. Fisher | Tony Award's Vernon Rice-Drama Desk Award                              |
| 1968 | The Show-Off                                                                       | Mrs. Fisher | return engagement                                                      |
| 1969 | The Front Page                                                                     | Mrs. Grant |                                                                        |
| 1970 | Harvey                                                                             | Veta Louise Simmons | Đề cử - Tony Award for Best Performance by a Leading Actress in a Play |
| 1971 | Long Day's Journey Into Night                                                      | Mary Cavan Tyrone |                                                                        |
| 1980 |                                                                                    | | Tony Award's Lawrence Langner Memorial Award                           |

### Phim và Giải thưởng
| Năm  | Phim                            | Vai diễn                         | Ghi chú |
| ---- | ------------------------------- | -------------------------------- | --- |
| 1910 | Jean and the Calico Doll        |                                  | mặc dù 'chưa được xác nhận' và cuộn phim đã không còn, nhưng có thể khi đóng phim này cùng với con chó Jean thì Hayes mới 9 tuổi |
| 1917 | The Weavers of Life             | Peggy                            | |
| 1928 | The Dancing Town                |                                  | phim ngắn |
| 1931 | Arrowsmith                      | Leora Arrowsmith                 | |
| 1931 | The Sin of Madelon Claudet      | Madelon Claudet                  | Giải Oscar cho nữ diễn viên chính xuất sắc nhất                                                                                  |
| 1932 | A Farewell to Arms              | Catherine Barkley                | |
| 1932 | The Son-Daughter                | Lian Wha 'Star Blossom'          | |
| 1933 | The White Sister                | Angela Chiaromonte               | |
| 1933 | Another Language                | Stella 'Stell' Hallam            | |
| 1933 | Night Flight                    | Madame Fabian                    | |
| 1934 | Crime Without Passion           | Extra in hotel lobby             | Uncredited |
| 1934 | What Every Woman Knows          | Maggie Wylie                     | |
| 1935 | Vanessa: Her Love Story         | Vanessa Paris                    | |
| 1938 | Hollywood Goes to Town          | bản thân                         | phim ngắn |
| 1943 | Stage Door Canteen              | bản thân                         | |
| 1952 | My Son John                     | Lucille Jefferson                | |
| 1953 | Main Street to Broadway         | bản thân                         | |
| 1956 | Anastasia                       | Dowager Empress Maria Feodorovna | Đề cử — Giải Quả cầu vàng cho nữ diễn viên phim chính kịch xuất sắc nhất                                                         |
| 1959 | Third Man on the Mountain       | khách du lịch                    | Uncredited |
| 1961 | The Challenge of Ideas          | Người kể truyện                  | phim ngắn |
| 1970 | Airport                         | Ada Quonsett                     | Giải Oscar cho nữ diễn viên phụ xuất sắc nhất                                                                                    |
| 1974 | Herbie Rides Again              | Mrs. Steinmetz                   | Đề cử — Giải Quả cầu vàng cho nữ diễn viên phim ca nhạc hoặc phim hài xuất sắc nhất                                              |
| 1975 | One of Our Dinosaurs is Missing | Hettie                           | |
| 1977 | Candleshoe                      | Lady St. Edmund                  | |

### Truyền hình và Giải thưởng
| Năm       | Tên                               | Vai diễn                                               | Ghi chú |
| --------- | --------------------------------- | ------------------------------------------------------ | --- |
| 1950      | Showtime, U.S.A.                  |                                                        | Episode #1.1 |
| 1950      | The Prudential Family Playhouse   |                                                        | The Barretts of Wimpole Street |
| 1950      | Pulitzer Prize Playhouse          | Mary, Queen of Scots                                   | The Late Christopher Bean |
| 1951      | Pulitzer Prize Playhouse          | Mary, Queen of Scots                                   | Mary of Scotland |
| 1951      | Schlitz Playhouse of Stars        |                                                        | Dark Fleece |
| 1951      | Schlitz Playhouse of Stars        |                                                        | The Lucky Touch |
| 1951      | Schlitz Playhouse of Stars        |                                                        | Not a Chance |
| 1951      | Robert Montgomery Presents        | Queen Victoria                                         | Victoria Regina |
| 1951      |                                   | Đề cử — Emmy Award for Best Actress (nonspecific role) | |
| 1952      | Omnibus                           |                                                        | The Twelve Pound Look |
| 1952      |                                   | Đề cử — Emmy Award for Best Actress (nonspecific role) | |
| 1953      | Omnibus                           |                                                        | The Happy Journey |
| 1953      | Omnibus                           |                                                        | Mom and Leo |
| 1953      | Christmas with the Stars          |                                                        | |
| 1953      | Medallion Theatre                 | Harriet Beecher Stowe                                  | "Battle Hymn" |
| 1953      |                                   | Emmy Award for Best Actress (nonspecific role)         | |
| 1954      | The United States Steel Hour      | Mrs. Austin                                            | Welcome Home |
| 1954      | The Best of Broadway              | Fanny Cavendish                                        | The Royal Family |
| 1954      | The Motorola Television Hour      | Frances Parry                                          | Side by Side |
| 1955      | Producers' Showcase               | Mrs. Antrobus                                          | The Skin of Our Teeth |
| 1955      | The Best of Broadway              | Abby Brewster                                          | Arsenic and Old Lace |
| 1956      | Omnibus                           |                                                        | Dear Brutus |
| 1956      | Omnibus                           |                                                        | The Christmas Tie |
| 1957      | The Alcoa Hour                    |                                                        | Mrs. Gilling and the Skyscraper Đề cử - Primetime Emmy Award for Outstanding Lead Actress – Miniseries or a Movie\|Emmy Award for Outstanding Lead Actress – Miniseries or a Movie |
| 1957      | Playhouse 9                       | Sister Theresa                                         | Four Women in Black |
| 1958      | Omnibus                           |                                                        | Mrs. McThing |
| 1958      | The United States Steel Hour      | Mother Seraphim                                        | One Red Rose for Christmas Đề cử - Primetime Emmy Award for Outstanding Lead Actress – Miniseries or a Movie                                                                       |
| 1959      | Hallmark Hall of Fame             | Essie                                                  | Ah, Wilderness! |
| 1959      | Play of the Week                  | Madame Ranevskaya                                      | The Cherry Orchard |
| 1960      | The Bell Telephone Hour           | Baroness Nadedja von Meck                              | The Music of Romance |
| 1960      | Play of the Week                  | Madame Ranevskaya                                      | The Velvet Glove |
| 1960      | Dow Hour of Great Mysteries       |                                                        | The Bat |
| 1961      | Michael Shayne                    |                                                        | Murder Round My Wrist |
| 1963      | The Christophers                  |                                                        | What One Bootmaker Did |
| 1967      | Tarzan                            | Mrs. Wilson                                            | The Pride of the Lioness |
| 1969      | Arsenic and Old Lace              | Abby Brewster                                          | |
| 1970      | The Front Page                    | Narrator                                               | |
| 1971      | Do Not Fold, Spindle, or Mutilate | Sophie Tate Curtis                                     | Đề cử - Primetime Emmy Award for Outstanding Lead Actress – Miniseries or a Movie                                                                                                  |
| 1972      | Harvey                            | Veta Louise Simmons                                    | |
| 1972      | Here's Lucy                       | Mrs. Kathleen Brady                                    | Lucy and the Little Old Lady |
| 1972      | Ghost Story                       | Miss Gilden                                            | Alter-Ego |
| 1973–1974 | The Snoop Sisters                 | Ernesta Snoop                                          | Đề cử - Emmy Award for Best Lead Actress in a Limited Series |
| 1975      | Hawaii Five-O                     | Aunt Clara                                             | Retire in Sunny Hawaii - Forever Đề cử - Emmy Award for Outstanding Lead Actress for a Single Appearance in a Drama or Comedy Series                                               |
| 1976      | Arthur Hailey's the Moneychangers | Dr. McCartney                                          | miniseries |
| 1976      | Victory at Entebbe                | Etta Grossman-Wise                                     | |
| 1978      | A Family Upside Down              | Emma Long                                              | Đề cử - Primetime Emmy Award for Outstanding Lead Actress – Miniseries or a Movie                                                                                                  |
| 1980      | The Love Boat                     | Agatha Winslow                                         | 1 episode |
| 1982      | Love, Sidney                      | Mrs. Clovis                                            | Pro and Cons |
| 1982      | Murder is Easy                    | Lavinia Fullerton                                      | |
| 1983      | A Caribbean Mystery               | Miss Marple                                            | |
| 1984      | Highway to Heaven                 | Estelle Wicks                                          | |
| 1985      | Murder with Mirrors               | Miss Marple                                            | |

### Các giải thưởng và vinh dự khác
- Jefferson Awards for Public Service (1983)[20]
- Huân chương Tự do Tổng thống (1986)
- Năm 2011, Bưu điện Hoa Kỳ đã in hình bà trên một tem thư để vinh danh bà[21].